# Ain Mallaha

Localització d'Eynan a la zona on es va estendre la cultura natufiana

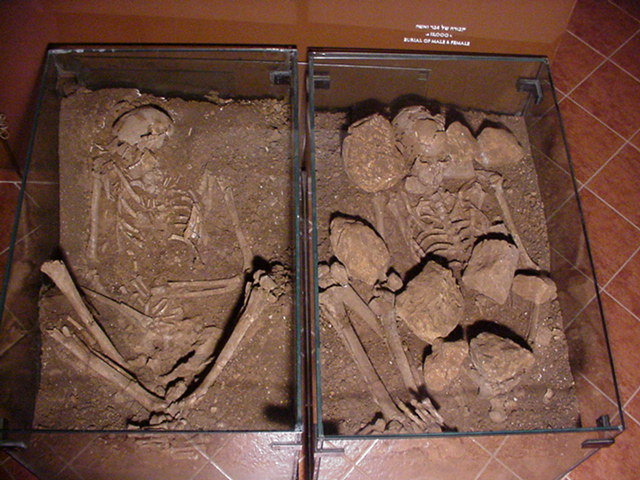
Esquelets descoberts a Ain Mallaha

Ain Mallaha (àrab: عين ملاحة, ʿAyn Mallāḥa) o Eynan (hebreu: עינן‎) fou un assentament natufià on habitaren els primers pobladors entre 10000 - 8000 ae. Aquest poblat es considera un exemple de sedentarisme de caçadors recol·lectors, un pas fonamental en la transició de la recerca de menjar a l'agricultura.

## El llogaret
El llogaret se situa al nord d'Israel-Palestina, a 25 quilòmetres al nord de la mar de Galilea o llac de Tiberíades, en una zona encerclada de turons des d'on es dominava un antic llac, el Huleh, on hi hauria peixos per alimentar-se. En el moment en què l'habitaren, la zona era molt boscosa, amb roures, ametlers i arbres de festuc.
En aquest poblat natufià poden observar-se tres fases d'ocupació. Les dues primeres tenien estructures de pedra de gran grandària, mentre que la tercera n'usa pedres més petites. Aquestes fases es donen si fa no fa entre el 12000 i el 9600 ae. Els habitatges sobre terra ferma tenien soterranis i les parets es feien de pedra seca. Els sostres recolzaven sobre estaques de fusta i eren segurament de palla amb branques i arbusts o pells d'animals. Els fumerals es trobaven dins de les cases.
A Ain Mallaha s'han trobat restes d'un poblat sencer amb grans barraques redones.
Ain Mallaha mostra l'evidència arqueològica més antiga de la domesticació del gos: s'hi trobà un enterrament d'un ésser humà amb un gos domèstic.

## Dieta
Els habitants d'Ain Mallaha eren caçadors recol·lectors sedentaris i segurament hi viurien tot l'any, depenent dels recursos naturals de l'entorn; recollirien aliments silvestres comestibles de la zona i caçarien animals locals. Empraven morters de mà per a moldre fruita seca i cereals silvestres, i corbelles de pedra per a tallar plantes salvatges. Moltes d'aquestes pedres de corbelles trobades tenen un aspecte "lluent", i això indica que s'haurien utilitzat per a tallar un gran nombre de tiges, molt probablement blat i ordi salvatges. A més, se sap que menjaven gaseles, daines, senglars, cérvols, cabirols, llebres, tortugues, rèptils i peixos.

## Costums funeraris
És probable que se soterraren famílies senceres entre les parets de les cases, i foren abandonades després. S'hi trobà un habitatge que contenia tombes d'11 homes, dones i nens, moltes amb elaborades decoracions fetes amb petxines de dentalium. En una altra cabana (131), hi havia dotze individus, un d'ells sepultat amb la mà recolzada en el cos d'un cadell.

## Excavacions
Ain Mallaha es descobrí al 1954 i les excavacions de salvament es feren sota supervisió de J. Perrot, M. Lechevalier i Francois Tanca del CNRS.